# コウトウシラン属
コウトウシラン属 Spathoglottis Blume はラン科植物の1属。シランにやや似た地上性のランである。アジアの熱帯域を中心に分布し、日本にはコウトウシラン1種のみを産する。

## 特徴
地上性のランで、広円錐形の偽鱗茎の先端に葉を1-3枚つける。匍匐茎は地表近い地下を横に這い、偽鱗茎は枯れ葉の繊維で包まれる。葉は細長く、縦に多数の折れ目を持ち、基部に葉柄がある。
花茎は偽鱗茎の基部の側面から出て、細くてその上部に複数の花を総状につける。花は中型から大型で、萼片と側花弁は平らに開く。萼片3枚はほぼ同じ長さで、側花弁も萼片とほぼ同じ形か、側花弁の方が萼片よりやや幅広い。芯弁は深く三つに裂け、側裂片は上向きに曲がる。中央裂片は基部は細く、その先が広がって種によってはその先端が2つに分かれたようになる。また中央裂片の基部には2個の疣状突起と左右側面に突き出た歯牙状の突起がある。蕊柱は細長くて湾曲しており、脚部はない。その先端近くには左右に翼状の突出部がある。花粉塊は8個だが、緩やかにくっつき合って4個になっている。花の色は様々で幅が広い。
なお、属の学名はギリシャ語の spath が『物炎苞』を、glotta が『舌』を意味し、唇弁の中央裂片の形によると言う。洋ランとしては学名カナ読みのスパトグロッティスが使われることも多い。

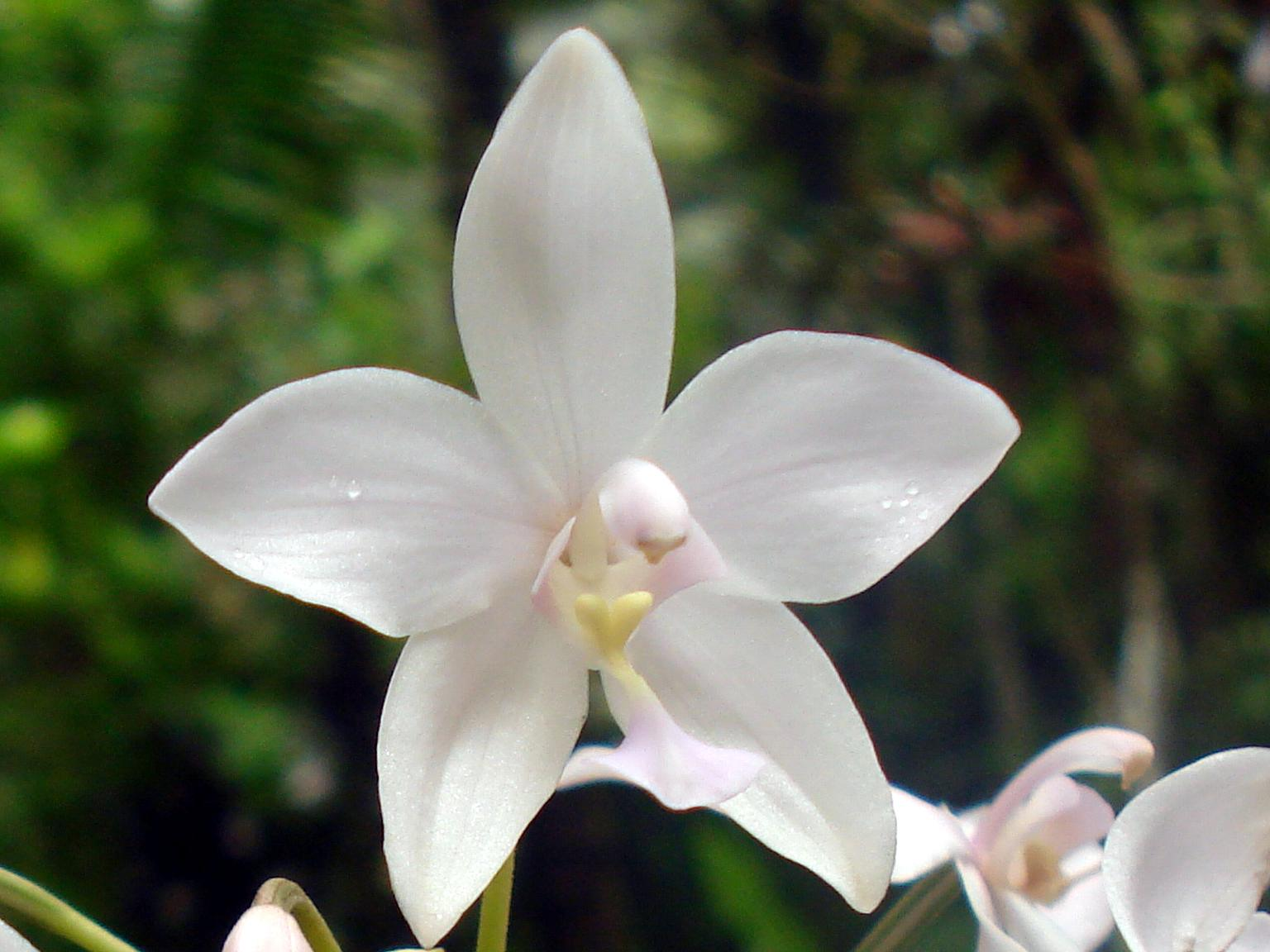
花の拡大 コウトウシラン白花
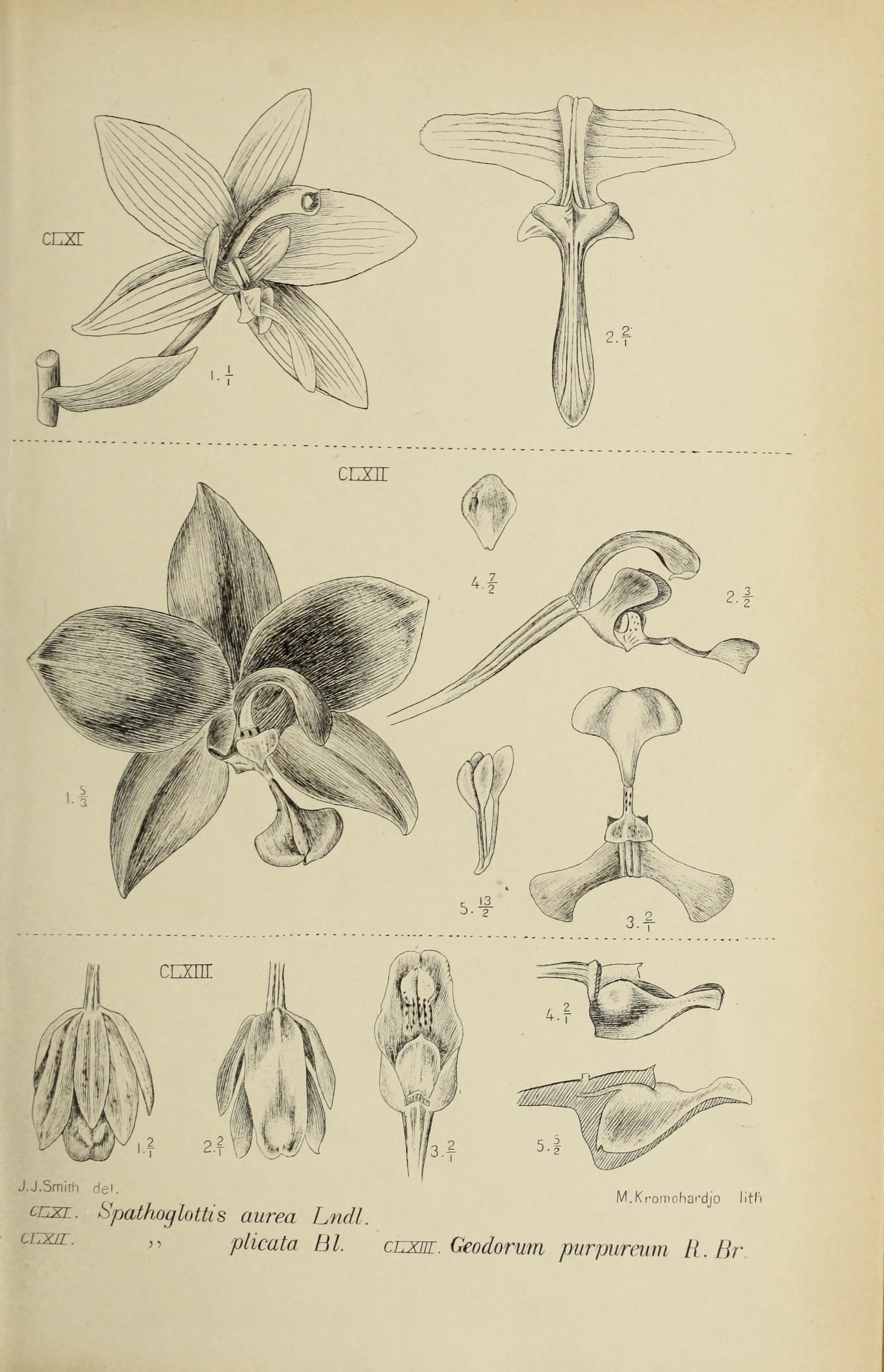
花の構造を示す図 S. aurea
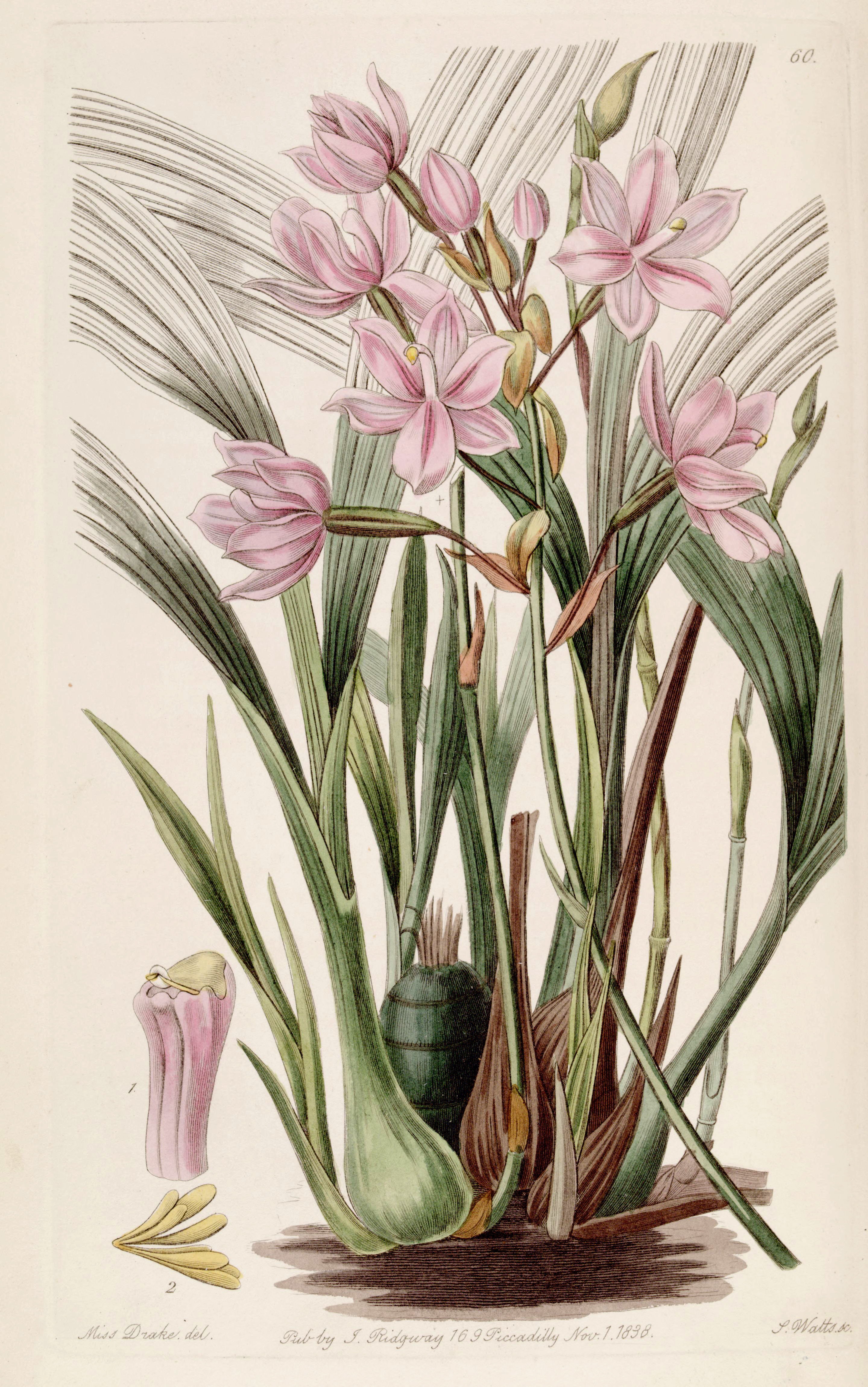
全体図 S. plicata

## 分布と生育環境
東西方向ではヒマラヤからニューカレドニアまで、南北では日本からオーストラリアまでの分布域を持つ。他にアフリカやハワイでは栽培品が逸出して野生化している例がある。
日向の地上に生える。裸地に出現する先駆植物として大きな群落をなす例がある。

## 分類
上記のような分布域に約40種が知られる。日本ではコウトウシラン1種のみが南西諸島の八重山から知られる。この種はそれ以南、ニューギニアからヒマラヤまでの東南アジアに広く分布する。
以下、主たる種をあげる。
- Spatoglottis コウトウシラン属
  - S. affinis
  - S. aurea
  - S. lobbi
  - S. plicata　コウトウシラン
  - S. tomentosa

なお、本属とシラン属 Bletilla 、それにブレティア属 Bletia は形態的によく似ているが、互いの分布域が本属が熱帯アジア、シラン属が東アジア、ブレティア属が熱帯アメリカとはっきりと分かれている。

## 利用
一部の種は洋ランとして栽培される。略称は Spa. である。人工交配では種間交雑は出来るが交雑種間では交配は難しいという。